# Прасон (Кіра-Паная)
Прасо́н (Грамеза, грец. Πράσσο) — острів у західній частині Егейського моря, відноситься до островів Північні Споради. Територіально належить до муніципалітету Алонісос ному Магнісія периферії Фессалія.
Знаходиться в протоці Юра між островами Кіра-Паная та Юра. Острів вкритий чагарниками та невеликими гаями.